# Caseiros
Caseiros är en kommun i Brasilien.   Den ligger i delstaten Rio Grande do Sul, i den södra delen av landet, 1 400 km söder om huvudstaden Brasília. Antalet invånare är 3 007.
I omgivningarna runt Caseiros växer huvudsakligen savannskog. Runt Caseiros är det glesbefolkat, med 11 invånare per kvadratkilometer.